# Pálya (fizika)
A pálya, pályagörbe, trajektória <lat.>: mozgó tömegpont (v. kiterjedt test egy pontja) által valamely vonatkoztatási rendszerhez viszonyítva leírt görbe. 
Példák:
- A szabadon eső test pályája egyenes, ha a megfigyelés kozmikusnál kisebb mérettartományban zajlik.
- A felszínhez képest {\displaystyle \alpha } szögű irányban, {\displaystyle v_{0}} nagyságú kezdősebességgel elindított test parabola alakú pályát fut be (hajítás, ballisztika).
- Kozmikus méretben a tehetetlenül haladó test pályája egy kúpszelet.
- A Föld Nap körüli pályája ellipszishez közelítő görbe. (Az égitestek pályájának jellemzésére a pályaelemek szolgálnak.)

## Külső hivatkozások
- Magyarított Flash szimuláció Archiválva 2012. október 13-i dátummal a Wayback Machine-ben a szabadesésről. Szerző: David M. Harrison
- Letölthető interaktív Flash szimuláció az égitestek mozgásának tanulmányozásához a PhET-től, magyarul.
- Letölthető interaktív Flash szimuláció a lövedékmozgás tanulmányozásához a PhET-től, magyarul.